# Гильябреу
Гильябреу (порт. Guilhabreu)  —  населённый пункт и район в Португалии,  входит в округ Порту. Является составной частью муниципалитета  Вила-ду-Конде. Находится в составе крупной городской агломерации Большой Порту. По старому административному делению входил в провинцию Дору-Литорал. Входит в экономико-статистический  субрегион Большой Порту, который входит в Северный регион. Население составляет 2386 человек на 2001 год. Занимает площадь 7,08 км².